# BCL2L11
BCL2L11‏ (BCL2 like 11) هوَ بروتين يُشَفر بواسطة جين BCL2L11 في الإنسان.